# Ramoševo
Ramoševo (cyr. Рамошево) – wieś w Serbii, w okręgu raskim, w gminie Tutin. W 2011 roku liczyła 217 mieszkańców.